# Richard Roberts (Ingenieur)

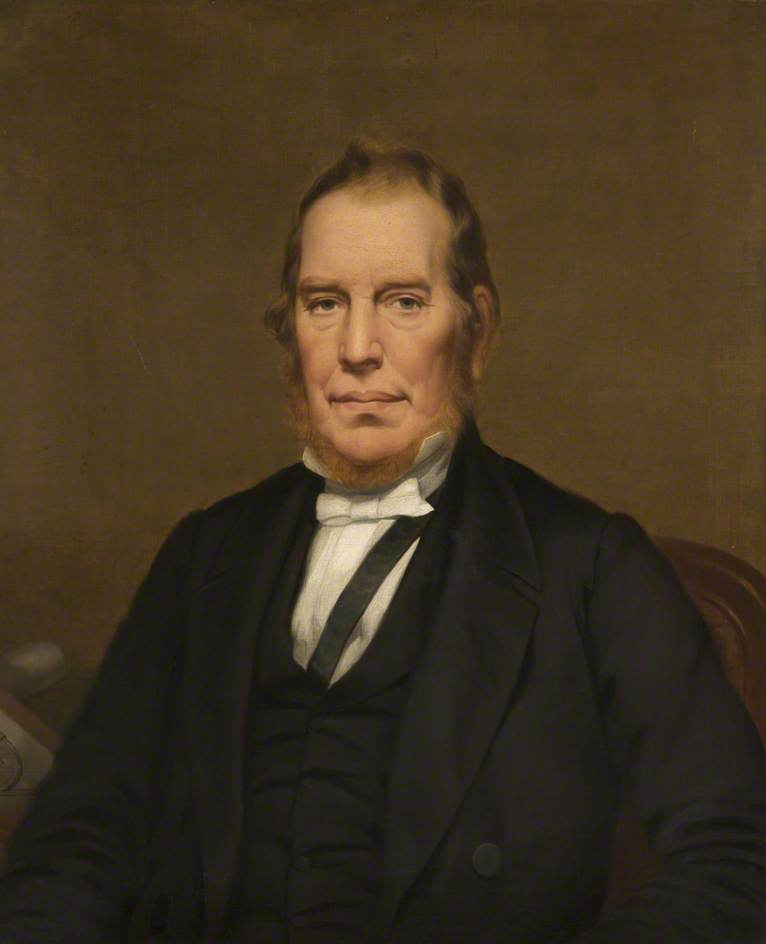
Richard Roberts

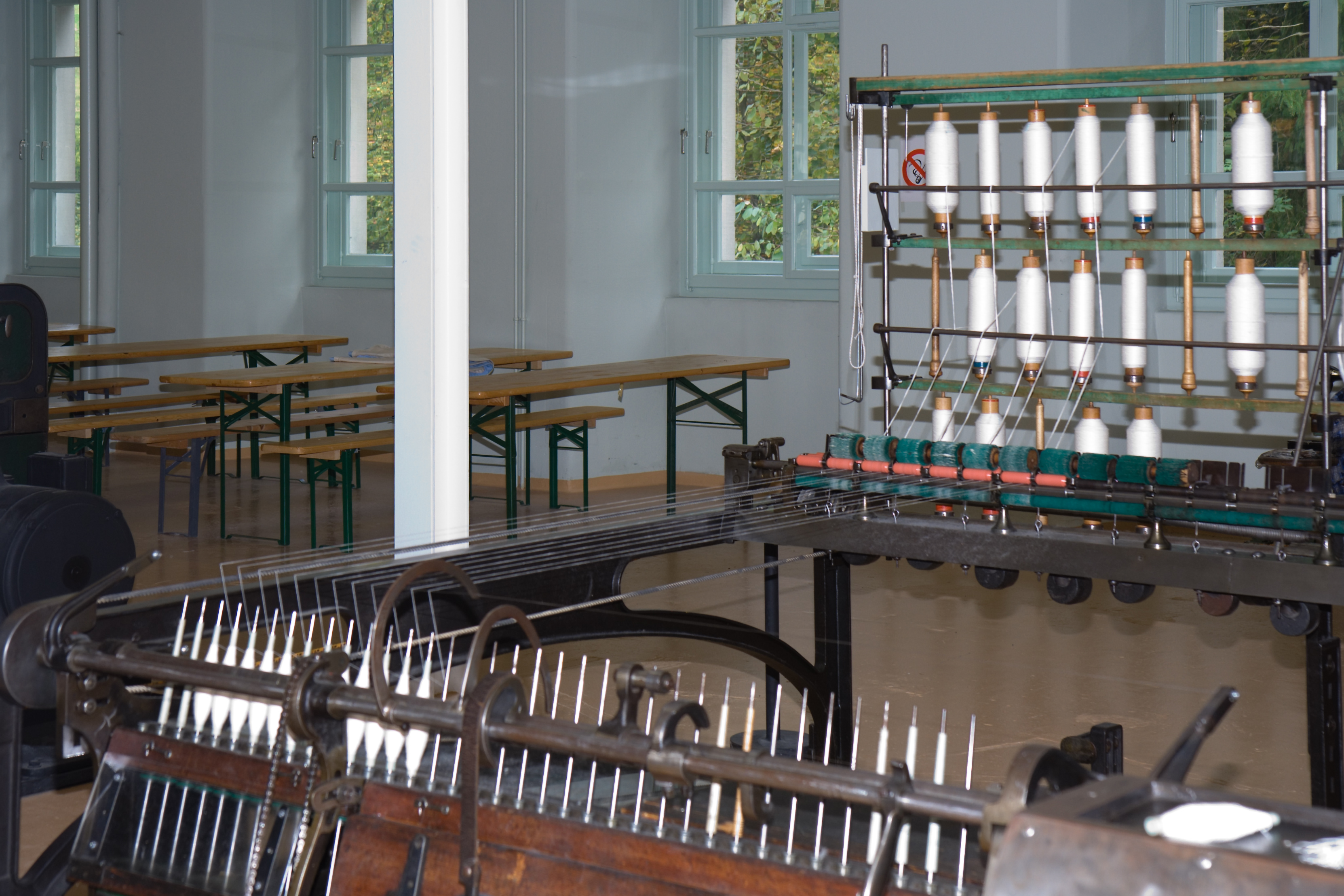
Ein Selfaktor

Richard Roberts (* 22. April 1789 in Carraghova, Wales; † 11. März 1864 in London) war ein britischer Ingenieur, welcher die automatisierte Produktion vorantrieb.
Bereits mit 16 nahm Roberts eine Stelle als Zeichner im Eisenwerk von John Wilkinson in Bradley an. Einige Jahre später gründete er seine eigene Firma. 1828 gründete er gemeinsam mit Thomas Sharp das Unternehmen Roberts & Cie. zur Herstellung von Werkzeugen, Maschinen und Lokomotiven. In dieser Zeit entwickelt er die von Samuel Cromptons erfundene Spinnmaschine zu einer selbsttätigen Maschine, dem Selfaktor. Aber auch eine Reihe wichtiger Erfindungen im Bereich der Werkzeugmaschinen gehen auf ihn zurück. So baute er bereits 1817 eine Hobelmaschine, bei der das Werkstück mittels eines Kettenzuges bewegt wurde. Ferner führte er das Vorgelege und lose Stufenscheiben an der Drehmaschine ein und es wird vermutet, dass er die Selbstauslösung des Werkzeugschlittens erfand.